# Jean de Jaurgain
Jean de Jaurgain (Ossas-Suhare, Pirineos Atlánticos, 16 de noviembre de 1842 - Ciboure, Lapurdi, Francia, 18 de marzo de 1920) fue un historiador y crítico literario francés. Creó en 1892 el escudo Zazpiak Bat (Las Siete, Una), pues hasta esa fecha los escudos de las provincias vascas se colocaban los unos junto a los otros, pero nunca como parte de una misma representación heráldica.

Escudo del Zazpiak Bat.

## Biografía
Tomó parte en la Guerra Franco-Prusiana. Durante la tercera Guerra Carlista fue a Navarra como corresponsal de un importante periódico parisino. Mientras estuvo en Pamplona (1885, 1886, 1891) examinó los archivos de la ciudad. Llegó a ser un hombre muy ducho en temas de historia y heráldica.
Publicó sus trabajos sobre historia en las revistas La Gazette de France, RIEV, Revue de Gascogne y Revue des Etudes Anciennes. Fue presidente de la Eskualzaleen Biltzarra (organización dedicada a proteger e impulsar el euskera y la cultura vasca en el País Vasco francés).